# 게리짐산

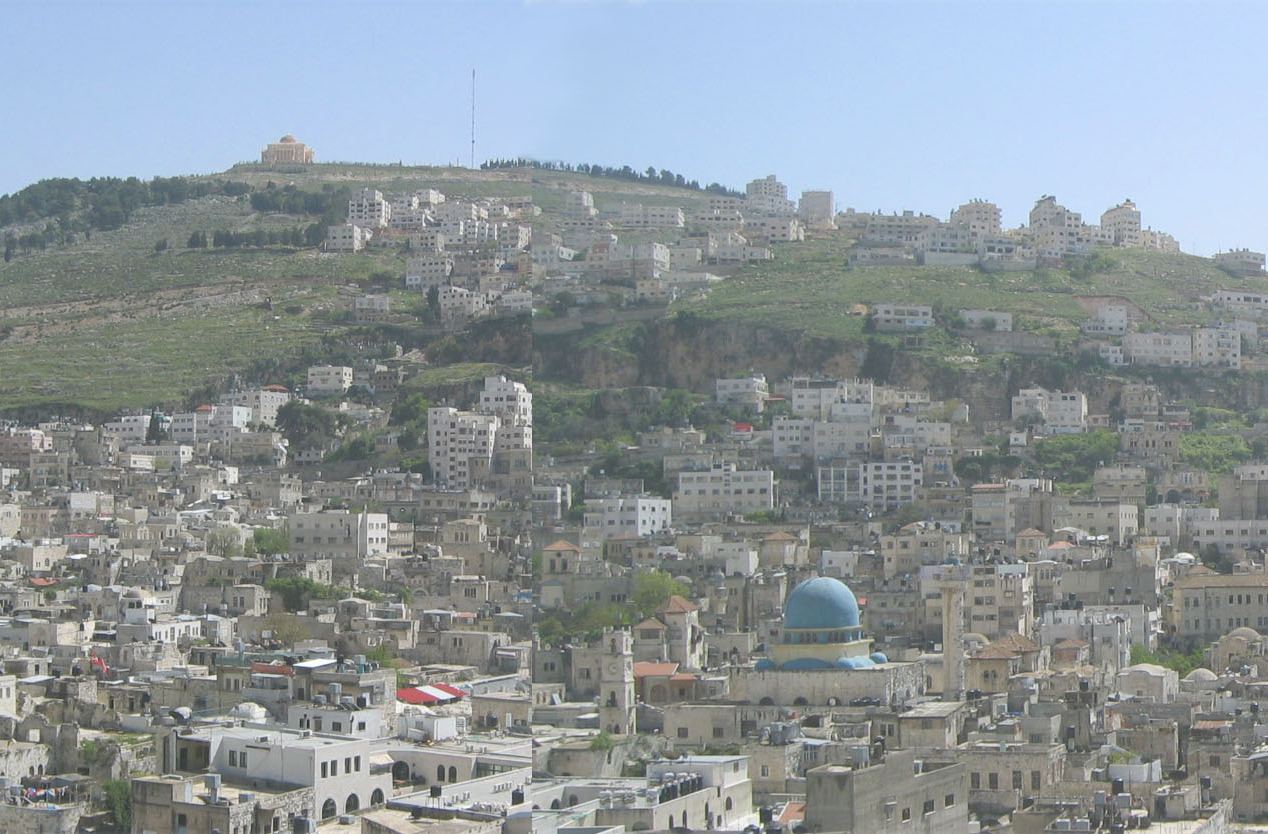
나블루스 구 시가지와 게리짐산

게리짐산(히브리어: הר גריזים, 아랍어: جبل الطور 자발에투르[*])은 팔레스타인 요르단강 서안 지구 나블루스 인근에 위치한 산으로 높이는 881m이다.
구약성경에서는 그리심산이라는 이름으로 등장하는데 가나안에 입성한 여호수아가 모세가 전한 여호와의 명령을 통해 고대 이스라엘인에게 그리심산에서는 축복의 의식을, 에발산에서는 저주의 의식을 거행했다는 기록이 전한다. 기원전 5세기 중반에는 그리심산에 거주하던 사마리아인이 유대인에 맞서기 위해 성전을 건립하고 순례지로 여겼다고 전해진다.

## 같이 보기
- 사마리아교